# Eutrichapion (Cnemapion)
Eutrichapion (Cnemapion) – podrodzaj chrząszczy z rodziny pędrusiowatych i podrodziny Apioninae. 

## Morfologia
Chrząszcze o ubarwieniu czarnym z metalicznymi pokrywami. Oskórek jest wyraźnie owłosiony. 
W widoku bocznym ryjek samca ma prostą krawędź grzbietową. Czułki u obu płci mają trzonki o długości wynoszącej od 1,4 do 2,2 szerokości ryjka w miejscu ich osadzenia.
Trójkątna do podługowato-owalnej tarczka ma owłosioną powierzchnię. Pokrywy cechują się obecnością szczecinki wyspecjalizowanej na tylnym końcu dziewiątego międzyrzędu, nieprzeciągniętym dozewnętrznie rzędem drugim oraz połączonymi u szczytu rzędami trzecim i czwartym. Przednie odnóża samca mają goleń pośrodku przewężoną i skręconą do silnie spłaszczonej i orzęsionej, a stopę silnie wydłużoną. Modyfikacje występować mogą również na odnóżach pozostałych par samca.
Genitalia samca mają płaty parameroidalne o szerokiej błoniastej części wierzchołkowej gęsto porośniętej szczecinkami mikroskopowymi oraz o zesklerotyzowanej części nasadowej zaopatrzonej w od pięciu do ośmiu szczecinek makroskopowych, dochodzących co najwyżej do wierzchołka płata. Wydłużony środkowy płat edeagusa (prącie) ma wierzchołek w widoku bocznym odgięty. Endofallus ma w części wierzchołkowej trzy grupki gęsto upakowanych ząbków, a w części nasadowej fałd wzmacniający jest rozwinięty szczątkowo lub całkiem zanikły.

## Ekologia i występowanie
Owady te są fitofagami żerującymi na bobowatych. Podawane są z grochów, rutwic, soczewic i wyk. 
Podrodzaj palearktyczny. Oba gatunki występują w Europie, w tym w Polsce, a gatunek typowy także w Afryce Północnej, na Syberii i w Azji Zachodniej.

## Taksonomia
Takson ten wprowadzony został w 1923 roku przez Eleméra Bokora jako podrodzaj w obrębie rodzaju Apion. W 1990 roku Miguel A. Alonso-Zarazaga przeniósł go do rodzaju Eutrichapion i wyznaczył Apion vorax jego gatunkiem typowym.  
Do podrodzaju zalicza się dwa opisane gatunki:
- Eutrichapion gribodoi (Desbrochers des Loges, 1896)
- Eutrichapion vorax (Herbst, 1797)